# Orchestre philharmonique de Londres
Ne doit pas être confondu avec Orchestre symphonique de Londres.
L'Orchestre philharmonique de Londres (en anglais : London Philharmonic Orchestra, souvent abrégé en LPO) est l'un des principaux orchestres symphoniques britanniques. Il est basé au Royal Festival Hall, à Londres.

## Historique
Fondé en 1932 par Thomas Beecham, l'orchestre joue le 7 octobre de la même année, pour la première fois. En 1939, l'orchestre s'autogère et commence des tournées à travers toute la Grande-Bretagne.
De grands noms ont été nommés à la tête de l'orchestre : Adrian Boult (1951-1957), Bernard Haitink (1967-1979) ou Georg Solti (1979-1983). En 2000, Kurt Masur officie à ce poste de 2000 à 2007, année où le premier chef invité Vladimir Jurowski est promu chef principal.
L'histoire de l'orchestre est étroitement liée au fameux festival de Glyndebourne puisque, chaque été depuis 1964, l'orchestre s'y produit comme orchestre en résidence aux côtés de l'Orchestre de l'âge des Lumières.
En 2019, le britannique Edward Gardner est nommé chef principal de l'Orchestre philharmonique de Londres à partir de 2021, pour une durée de cinq ans, pour succéder à Jurowski, qui devient chef émérite de la formation.

## Répertoire
Avec Klaus Tennstedt, le LPO a enregistré une remarquable intégrale des symphonies de Gustav Mahler.
On peut également citer les deux dernières symphonies d'Antonín Dvořák avec Carlo Maria Giulini à la direction, plusieurs symphonies de Dmitri Chostakovitch et de Felix Mendelssohn avec Bernard Haitink, les Variations Enigma d'Edward Elgar avec Adrian Boult ou encore les symphonies d'Arnold Bax et de William Walton avec le chef écossais Bryden Thomson.
En dehors du répertoire classique, le LPO a enregistré de nombreuses musiques de film comme Lawrence d'Arabie, Philadelphia, Mission ou Le Seigneur des Anneaux. On y retrouve aussi des musiques de jeux vidéo comme celles de la série des Dragon Quest ou la bande-originale du premier épisode de Xenosaga. L'orchestre a aussi parfois repris de grands morceaux de la musique populaire tel que l'album Corea Concerto de Chick Corea et Once de Nightwish. Dans le milieu des années 90, le LPO a réalisé plusieurs hommages à des groupes de rock comme Pink Floyd, Led Zeppelin et The Who.

## Chefs principaux
- Thomas Beecham (1932–1939)
- Eduard van Beinum (1947–1950)
- Adrian Boult (1950–1957)
- William Steinberg (1958–1960)
- John Pritchard (1962–1966)
- Bernard Haitink (1966–1979)
- Georg Solti (1979–1983)
- Klaus Tennstedt (1983–1990)
- Franz Welser-Möst (1990–1996)
- Kurt Masur (2000–2007)
- Vladimir Jurowski (2007-2021)
- Edward Gardner (depuis 2021)

### Autres orchestres londoniens
- Orchestre symphonique de Londres (London Symphony Orchestra)
- Orchestre philharmonique royal (Royal Philharmonic Orchestra)
- Orchestre Philharmonia
- English Chamber Orchestra
- Orchestre symphonique de la BBC
- Orchestre de l'âge des Lumières (Orchestra of the Age of Enlightenment)
- Academy of St Martin in the Fields
- London Mozart Players